# Robert Roesler

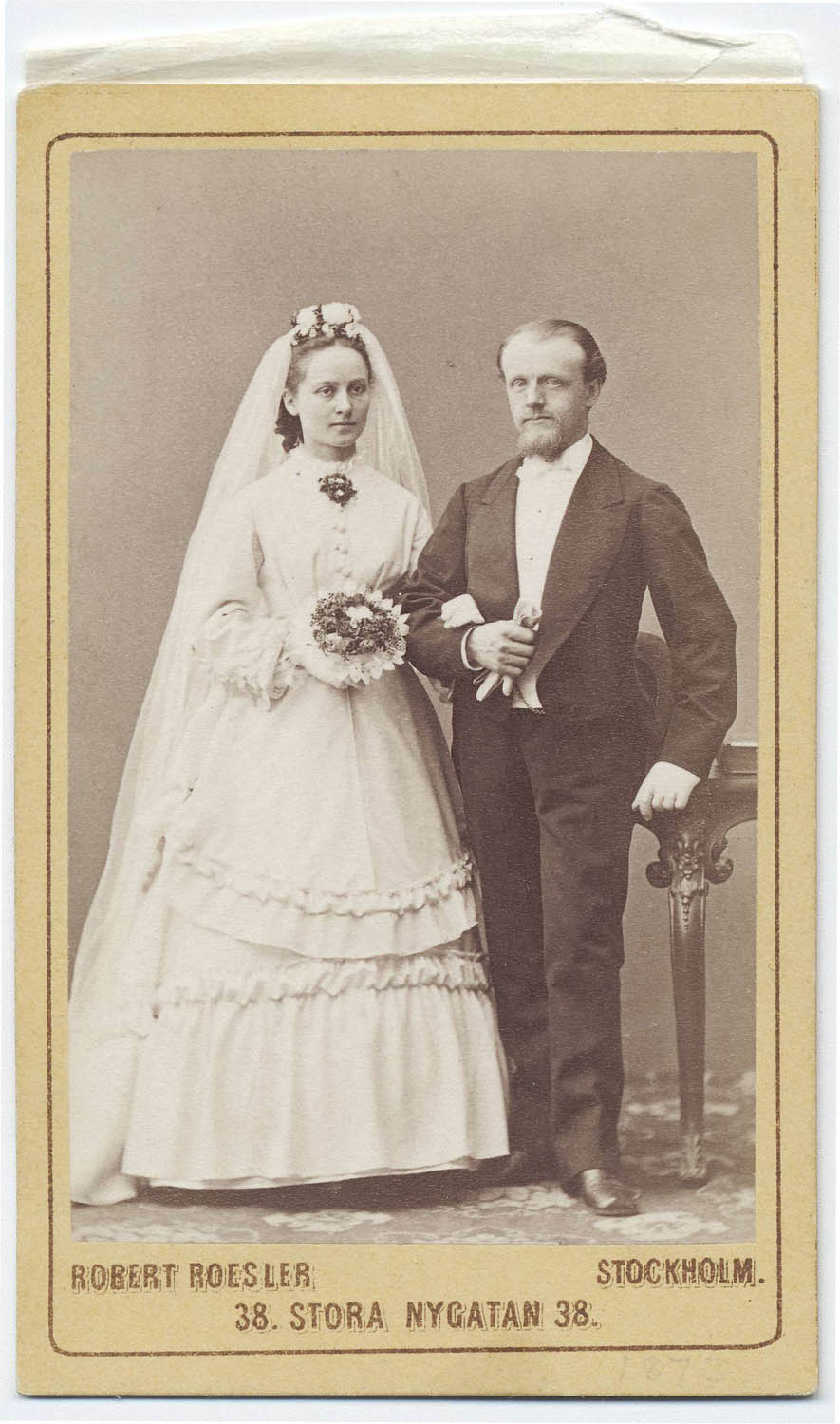
August Roesler mit seiner Frau Maria im eigenen Fotostudio anlässlich ihrer Hochzeit 1873

August Josef Robert Roesler (* 22. Juli 1837; † 18. November 1896, manchmal auch Roessler) war ein deutsch-schwedischer Fotograf. Laut dem Nordiska Museet war sein Geburtsland Polen.
Ernst Roesler (1832–1919) war dessen Bruder. Acht Jahre betrieben sie gemeinsam ein Fotostudio in Stockholm. Später machte der erstere unter dem Namen Robert Roesler sein eigenes auf. Sie stellten in den 1860ern die beliebten Cartes-de-visite her.
In den Jahren 1871/72 arbeitete Carl Larsson in ihrem Atelier und retuschierte.
Die Brüder waren 1895 Mitbegründer des Svenska Fotografernas Förbund.
Für August Roesler zeigt das Nordiska museet eine Stockholmer Wirkungszeit von 1878 bis zu seinem Todesjahr auf. Ab 1888 mit drei Filialen, deren Standorte wechselten.
1873 heiratete er eine Frau namens Maria Kumpfmüller (* 17. März 1853), Tochter des Münchner Brauers Josef Kumpfmüller. Sie hatten zwei Kinder, Ernst und Maria. Das Paar war in der Stockholmer katholischen Gemeinde tätig und war an der Gründung des Vereins Concordia Catholica 1895 beteiligt.

## Galerie

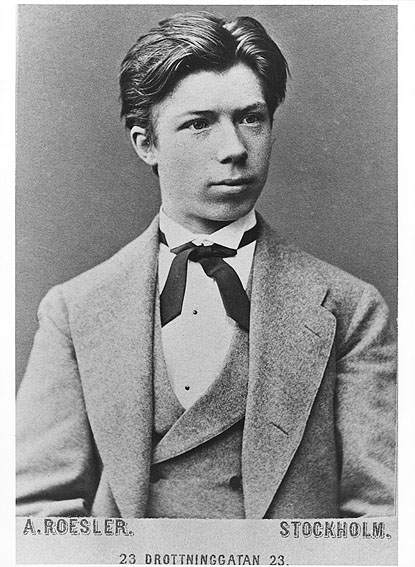
Carl Larsson im Jahr 1872
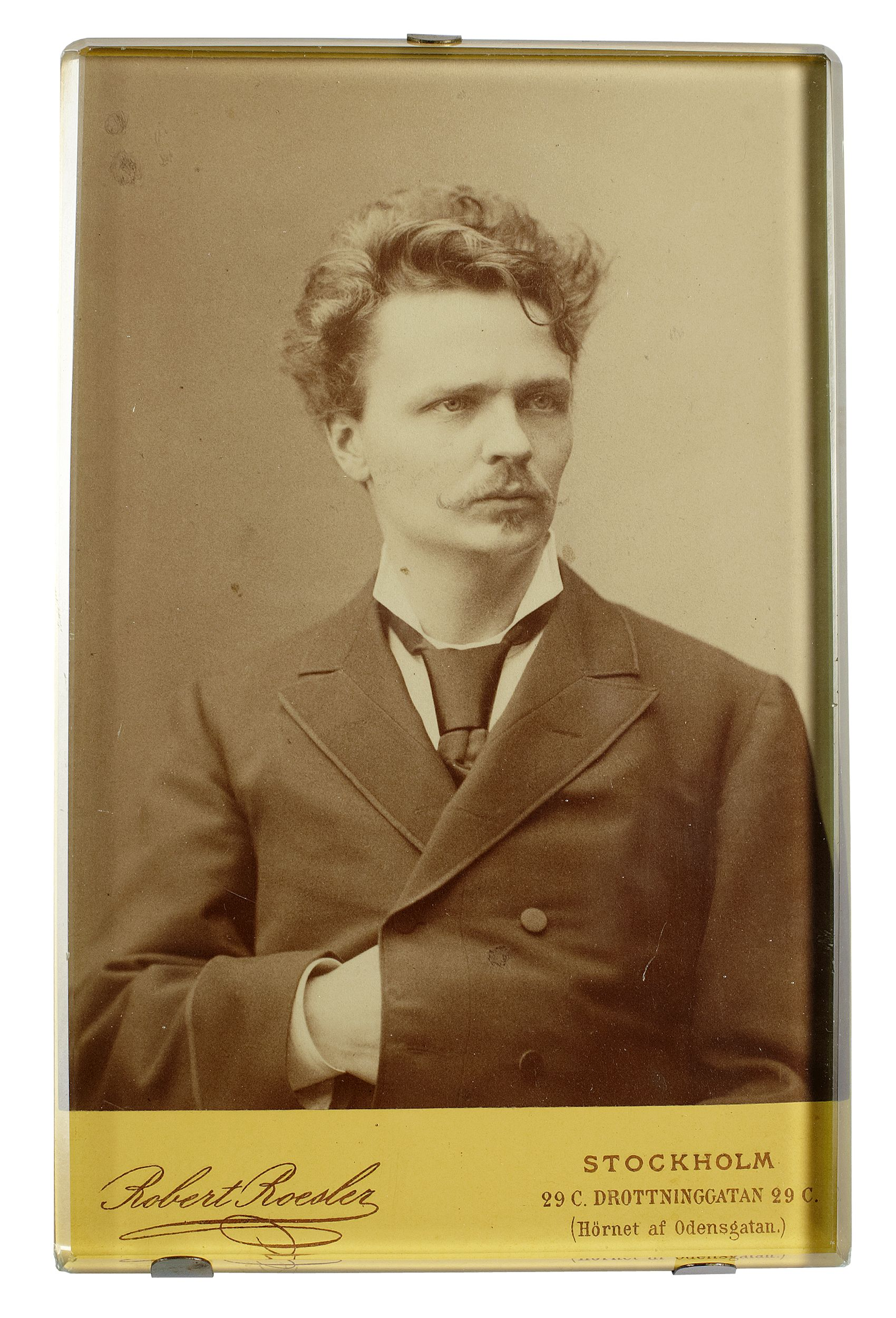
August Strindberg um 1881